# Nádasdi
A Nádasdi régi magyar családnév, amely a származási helyre utalhat: Abaújnádasd (Abaúj-Torna vármegye, ma Szlovákia), Mecseknádasd (Baranya vármegye), Borsodnádasd, Borsod-Abaúj-Zemplén vármegye), Alsónádasd és Felsőnádasd (Hunyad vármegye, ma Románia), Csallóköznádasd (Pozsony vármegye, ma Szlovákia), Fraknónádasd (Sopron vármegye, ma Ausztria), Hadadnádasd és Szilágynádasd (Szilágy vármegye, ma Románia), Nádasd (Vas vármegye).

## Híres Nádasdy családok
- Nádasdy család

## Híres Nádasdi vagy Nádasdy nevű személyek
Nádasdi
- Nádasdi Péter (1920–1976) újságíró, író
- Nádasdi Péter (1977) színész

Nádasdy
- Nádasdy Ádám (1947) nyelvész, költő, műfordító
- Nádasdy Ferenc (1555–1604) törökverő hadvezér, a „Fekete Bég”
- Nádasdy Ferenc (1625–1671) főúr, országbíró
- Nádasdy Ferenc (1708–1783) a Habsburg-hadsereg tábornagya
- Nádasdy Ferenc (1785–1851) római katolikus főpap
- Nádasdy Kálmán (1904–1980) rendező, a budapesti Operaház igazgatója
- Nádasdy Lajos (1913–2014) helytörténész, református lelkész
- Nádasdy Tamás (1498–1562) főnemes, nádor, a „Fekete Bég”-nek nevezett Nádasdy Ferenc apja